# 筑波大學附屬醫院
筑波大學附屬醫院（日语：／）是日本茨城縣筑波市的教學醫院，隸屬於筑波大學醫學部，為特定機能醫院。
本醫院是日本最早投入質子治療的醫院，也是世界上最早將該療法投入於肝癌等身體深處癌症的醫院。至2021年3月為止已治療超過6,000名患者。

## 概要
在筑波大學開校、醫學專門學群創立三年後的1976年（昭和51年）10月1日，「筑波大學醫學專門學群附屬醫院」開院，2004年（平成16年）4月1日改為現名。
2016年（平成28年）11月12日與中華民國衛生福利部桃園醫院及國立中山大學簽署姊妹友好醫院意願書。
救急·集中治療部所在的「櫸棟」（けやき棟）頂樓設有直升機坪。2012年（平成24年）12月啟用的櫸棟是國立大學醫院首次採用民間融資提案的建設案。櫸棟啟用時也新設了小兒集中治療中心與小兒救命救急中心。
2019年（令和元年）10月16日，取得茨城縣內首座高度救命救急中心認定，2020年（令和2年）4月1日開始運作。

## 診療科
2020年診療科如下。
- 內科
  - 心血管內科、呼吸內科、消化內科、腎臓內科、血液內科、膠原病·風濕·過敏內科、神經內科、內分泌代謝·糖尿病内科、遺傳診療科、睡眠呼吸障礙科、精神科、腫瘤內科、醫院綜合內科
- 外科
  - 心臟血管外科、消化外科、泌尿科、脳神經外科、腦中風科、呼吸外科、乳腺·甲狀腺·內分泌外科、骨科、整形外科
- 精神神經科
- 產科·婦科
- 皮膚科
- 感染症科
- 耳鼻咽喉科
- 牙科·口腔外科
- 放射線科·放射線腫瘤科
  - 放射線診斷·介入放射科
  - 放射線腫瘤科
- 麻醉科
- 救急·集中治療科
- 病理診斷科
- 小兒內科·小兒外科
  - 小兒內科
  - 小兒外科
- 眼科
- 綜合診療科
- 復健科

## 指定設施
現為以下指定設施。
- 綜合周產期母子醫療中心（日语：周産期母子医療センター）
- 愛滋病治療中核據點醫院
- 癌症診療連攜據點醫院（日语：がん診療連携拠点病院）
- 茨城縣認知症疾患醫療中心（基幹型）（日语：認知症疾患医療センター）
- 茨城縣災害據點醫院（日语：茨城県災害拠点病院）
- 茨城縣原子力災害據點醫院（日语：原子力災害拠点病院）
- 難病診療連攜據點醫院
- 過敏疾患醫療據點醫院
- 癌症基因組醫療據點醫院
- 高度救命救急中心
- 小兒救命救急中心
- 災害據點精神科醫院

## 先進醫療
- 質子治療
- 病毒引起難治性眼感染疾患的迅速診斷（PCR法）
- 紫杉醇靜脈給藥（一週一次）及卡鉑腹腔內給藥（三週一次）合併療法－上皮性卵巢癌、輸卵管癌或原發性腹膜癌
- 帝盟多用量強化療法－膠質母細胞瘤（僅限於初次發作初次治療後復發或惡化的患者 。）
- 質子治療－可根除性切除的肝細胞癌（僅限初發、單獨、且腫瘤大小為三至十二公分。）【質子線治療實施設施】

## 交通
- 首都圈新都市鐵道筑波快線筑波站（筑波中心（日语：つくばセンター））搭乘路線巴士「筑波大學循環右回」至「筑波大學醫院入口」下車後步行3分。

## 外部連結
- 筑波大學附屬醫院 （页面存档备份，存于）